# Carlo Di Palma
Carlo Di Palma, né le 17 avril 1925 à Rome, ville où il est mort le 9 juillet 2004 est un directeur de la photographie et réalisateur italien.

## Biographie
Carlo Di Palma débute comme deuxième, puis premier assistant opérateur sur des films italiens, entre 1942 et 1954 et devient directeur de la photographie à partir de 1956, travaillant notamment avec Michelangelo Antonioni. En 1983, il s'installe pour plusieurs années aux États-Unis, où il rencontre Woody Allen, dont il sera (comme son collègue suédois Sven Nykvist) l'un des collaborateurs attitrés sur onze films et un téléfilm, de 1986 à 1997. Il revient ensuite finir ses jours en Italie.
Dans les années 1970, il réalise trois comédies italiennes, jouées par Monica Vitti, alors sa compagne, et il est aussi le scénariste de l'une d'elles. En 1980, il est directeur de la photo d'une production de La clemenza di Tito, opéra de Mozart mis en scène par Jean-Pierre Ponnelle, pour la télévision italienne.
Il est l'oncle de Dario Di Palma (1932-2004), également chef opérateur.

## Filmographie partielle

### Comme directeur de la photographie
(sauf mention contraire)
- 1952 : I morti non pagano le tasse de Sergio Grieco
- 1956 : Lauta mancia de Fabio De Agostini
- 1959 : L'impiegato de Gianni Puccini
- 1960 : Kapò de Gillo Pontecorvo (directeur photo de 2e équipe)
- 1960 : La Longue Nuit de 43 (La lunga notte del '43) de Florestano Vancini
- 1961 : L'Assassin (L'assassino) d'Elio Petri
- 1961 : Le Commando traqué (Tiro al piccione) de Giuliano Montaldo
- 1961 : Lions au soleil (Leoni al sole) de Vittorio Caprioli
- 1961 : Divorce à l'italienne (Divorzio all'italiana) de Pietro Germi
- 1962 : Parigi o cara de Vittorio Caprioli
- 1963 : Omicron d'Ugo Gregoretti
- 1964 : Le Coq du village (Liolà) d'Alessandro Blasetti
- 1964 : Le Désert rouge (Il deserto rosso) de Michelangelo Antonioni
- 1965 : Les Trois Visages (I tre volti) de Michelangelo Antonioni (épisode Le Bout d'essai - Il provino -)
- 1965 : Le Cimetière des morts-vivants (Cinque tombe per un medium) de Massimo Pupillo
- 1966 : L'Armée Brancaleone (L'armata Brancaleone) de Mario Monicelli
- 1966 : Blow-Up de Michelangelo Antonioni
- 1966 : Les Ogresses (Le Fate) sketch (Fata Sabina), de Luciano Salce
- 1967 : Una questione d'onore de Luigi Zampa
- 1967 : La Ceinture de chasteté (La cintura di castità) de Pasquale Festa Campanile
- 1967 : Ti ho sposato per allegria de Luciano Salce
- 1968 : La Fille au pistolet (La ragazza con la pistola) de Mario Monicelli
- 1969 : La Femme écarlate (La donna scarlatta) de Jean Valère (coproduction franco-italienne)
- 1969 : Le Rendez-vous (The Appointment) de Sidney Lumet
- 1969 : Amore mio aiutami d'Alberto Sordi
- 1970 : Drame de la jalousie (Dramma della gelosia - tutti i particolari in cronaca -) d'Ettore Scola
- 1970 : Nini Tirebouchon (Ninì Tirabusciò, la donna che inventò la mossa) de Marcello Fondato
- 1970 : Drôles de couples (Le coppie) de Mario Monicelli (épisode Il frigorifero)
- 1970 : La Pacifista (A pacifista) de Miklós Jancsó
- 1971 : Moi, la femme ! (Noi donne siamo fatte così) de Dino Risi
- 1972 : Les ordres sont les ordres (Gli ordini sono ordini) de Franco Giraldi
- 1981 : La Tragédie d'un homme ridicule (La tragedia di un uomo ridicolo) de Bernardo Bertolucci
- 1982 : Identification d'une femme (Identificazione di una donna) de Michelangelo Antonioni
- 1983 : Le Retour de l'étalon noir (The Black Stallion Returns) de Robert Dalva
- 1986 : Hannah et ses sœurs (Hannah and her Sisters) de Woody Allen
- 1987 : Radio Days de Woody Allen
- 1987 : Le Secret de mon succès (The Secret of my Succe$s) de Herbert Ross
- 1987 : September de Woody Allen
- 1990 : Alice de Woody Allen
- 1992 : Ombres et Brouillard (Shadows and Fog) de Woody Allen
- 1992 : Maris et Femmes (Husbands and Wives) de Woody Allen
- 1993 : Meurtre mystérieux à Manhattan (Manhattan Murder Mystery) de Woody Allen
- 1994 : Coups de feu sur Broadway (Bullets over Broadway) de Woody Allen
- 1994 : Nuits de Chine (Don't Drink the Water) de Woody Allen (téléfilm)
- 1994 : Le Monstre (Il mostro) de Roberto Benigni
- 1995 : Maudite Aphrodite (Mighty Aphrodite) de Woody Allen
- 1996 : Tout le monde dit I love you (Everyone says I love you) de Woody Allen
- 1997 : Harry dans tous ses états (Deconstructing Harry) de Woody Allen
- 2001 : Un altro mondo è possibile (documentaire collectif sur les émeutes anti-G8 de Gênes de 2001)

### Comme réalisateur
- 1973 : Teresa la voleuse (Teresa la ladra)
- 1975 : Une blonde, une brune et une moto (Qui comincia l'avventura) (également scénariste)
- 1976 : Mimi Bluette (Mimì Bluette... fiore del mio giardino)

### Comme cadreur
- 1951 : Il capitano nero de Gianni Puccini
- 1952 : Lulù de Fernando Cerchio
- 1952 : Non è vero... ma ci credo de Sergio Grieco
- 1954 : Vergine moderna de Marcello Pagliero

### Comme assistant opérateur
- 1943 : Les Amants diaboliques (Ossessione) de Luchino Visconti
- 1945 : Rome, ville ouverte (Roma, città aperta) de Roberto Rossellini
- 1953 : Ivan, il figlio del diavolo bianco de Guido Brignone

## Distinctions
(sélection) 
- 2003 : Prix du cinéma européen : European Award d'honneur-Contribution européenne au cinéma mondial